# Staio
Lo staio o stajo (al plurale staia o staja) in greco sáton era un'antica unità di misura tradizionale ebraica e in seguito italiana.

## Bibbia
Il termine viene utilizzato sia nell'Antico Testamento nel libro della Genesi al capitolo 18: "Allora Abramo andò in fretta nella tenda, da Sara, e disse: «Presto, tre staia di fior di farina, impastala e fanne focacce»."
Nei Libri dei Re sia nel Nuovo Testamento nel Vangelo di Matteo al capitolo 13: "«Il regno dei cieli si può paragonare al lievito, che una donna ha preso e nascosto in tre staia di farina perché tutta si fermenti»".

## Misura di capacità per cereali e aridi
Era innanzitutto una misura di capacità per cereali e aridi (grani, ecc.), e derivava dal sextarius romano. Come questo, era generalmente diviso in due emine o mine. Mentre il sextarius era la 16ª parte del moggio romano, lo staio tradizionale in Italia risultava generalmente l'ottava parte del moggio.
Con il medesimo termine viene indicato anche il contenitore a forma cilindrica con il quale venivano effettuate tali misurazioni.
La misura dello staio, così come del moggio, era assai aumentata dall'epoca romana: se il sextarius era poco più di mezzo litro, lo staio andava dai circa 20 litri dell'Italia nordoccidentale (17,77 ad Alessandria, 18,27 a Milano), passando per i 35 litri di Cremona, i 47,04 di Parma, i 63 di Modena ed i 72,16 litri di Forlì (mezzo sacco), fino agli 83,317 litri di Venezia (dove peraltro era 1/4 del moggio).

## Misura di superficie
Così come il moggio, anche lo staio era usato anche come misura di superficie, intendendo almeno in linea teorica la superficie che poteva essere seminata con uno staio di grano. 
| Staio                    | metri quadri |
| ------------------------ | ------------ |
| di Alessandria (grande)  | 589,4956     |
| di Alessandria (piccolo) | 392,9970     |
| di Acqui                 | 1012,04      |
| di Camerino              | 359,11       |
| di Foligno               | 58,80        |
| di Terni                 | 281,56       |
| di Arezzo                | 1750,10      |

Corrispondeva generalmente a 12 tavole, ed era usato in quelle zone dell'Italia settentrionale in cui non era usata la pertica superficiale per la misura dei campi (a Torino con il nome di staro, ad Alessandria, Parma ecc.). Generalmente 8 staia formavano un moggio, mentre 6 staia formavano una biolca.
Nei territori della Provincia di Brescia e di Castiglione delle Stiviere, lo stajo definiva l'unità di misura del peso usata per il commercio della calce.